# Гуснянка
Гуснянка (укр. Гуснянка) — река в Самборском районе Львовской области, Украина. Левый приток реки Стрый (бассейн Днестра).
Длина реки 13 км, площадь бассейна 57,3 км². Типично горная река. Долина преимущественно узкая и глубокая. Русло слабоизвилистое, каменистое, со множеством перекатов и стремнин.
Берёт начало юго-западее села Верхнее Гусиное, на северо-восточный склонах Верховинского Водораздельного хребта (недалеко от горы Пикуй). Течет в пределах Стрийской-Санской Верховины преимущественно на северо-восток, в приустьевой части — на север. Впадает в Стрый на западной окраине села Матков.